# Tour dei British and Irish Lions 2005
Il tour dei British and Irish Lions 2005 fu il 28º tour ufficiale della formazione interbritannica di rugby a 15 dei British and Irish Lions; si tenne per l'11ª volta in Nuova Zelanda, dal 23 maggio al 9 luglio 2005, e consisté in una serie di 11 incontri, di cui tre test match contro gli All Blacks.
Team manager della squadra l'ex rugbista inglese Bill Beaumont, allenatore e commissario tecnico Clive Woodward, campione del mondo due anni prima con l'Inghilterra.

## La squadra
La squadra di 44 giocatori fu annunciata l'11 aprile 2005, con 20 giocatori inglesi, 11 irlandesi, 10 gallesi e 3 soli scozzesi.
Venne assai criticata la scelta di portare così tanti giocatori inglesi a fronte delle pessime prestazioni del 2004 e del 2005 e del Grande Slam gallese nel 2005.
Fu criticata anche la scelta di convocare giocatori inglesi che avevano lasciato l'attività internazionale o avevano poca esperienza.
I giocatori inglesi infortunati Jonny Wilkinson, Phil Vickery e Mike Tindall furono chiamati per verificare le loro condizioni e il solo Wilkinson fu alla fine portato in tour.
Iain Balshaw fu sostituito da Mark Cueto il 17 maggio. Altri giocatori furono chiamati durante il tour per sostituire infortunati e squalificati.
Nella lista che segue i giocatori in corsivo furono rimpazzati dal nome che segue immediatamente.

### Avanti

#### Piloni
- John Hayes (Munster)
- Gethin Jenkins (Cardiff Blues)
- Graham Rowntree (Leicester)
- Andrew Sheridan (Sale Sharks)
- Matt Stevens (Bath)
- Julian White (Leicester)

#### Tallonatori
- Gordon Bulloch (Glasgow)
- Shane Byrne (Leinster)
- Steve Thompson (Northampton)
- Andy Titterrell (Sale Sharks)

#### Seconde linee
- Danny Grewcock (Bath)
  -  Brent Cockbain (Ospreys)
- Ben Kay (Leicester)
- Donncha O'Callaghan (Munster)
- Paul O'Connell (Munster)
- Malcolm O'Kelly (Leinster)
  -  Simon Shaw (Wasps)

#### Flanker / Numeri 8
- Neil Back (Leicester)
- Martin Corry (Leicester)
- Lawrence Dallaglio (Wasps)
  -  Simon Easterby (Scarlets)
- Richard Hill (Saracens)
  -  Jason White (Sale Sharks)
- Lewis Moody (Leicester)
- Michael Owen (Newport Dragons)
- Simon Taylor (Edimburgo)
  -  Ryan Jones (Ospreys)
- Martyn Williams (Cardiff Blues)

### Mediani

#### Mediani di mischia
- Gareth Cooper (Newport Dragons)
- Chris Cusiter (The Borders)
- Matt Dawson (Wasps)
- Dwayne Peel (Scarlets)

#### Mediani di apertura
- Charlie Hodgson (Sale Sharks)
- Stephen Jones (Clermont)
- Ronan O'Gara (Munster)
- Jonny Wilkinson (Newcastle)

### Tre quarti

#### Tre quarti centro
- Gordon D'Arcy (Leinster)
- Will Greenwood (Harlequins)
- Gavin Henson (Ospreys)
- Shane Horgan (Leinster)
- Brian O'Driscoll (Leinster), capitano
- Tom Shanklin (Cardiff Blues)
- Ollie Smith (Leicester)

#### Tre quarti ala ed estremi
- Iain Balshaw (Leeds Tykes)
  -  Mark Cueto (Sale Sharks)
- Denis Hickie (Leinster)
- Josh Lewsey (Wasps)
- Geordan Murphy (Leicester)
- Jason Robinson (Sale Sharks)
- Gareth Thomas (Tolosa)
- Shane Williams (Ospreys)

## Match preparatorio
Per la prima volta nella storia, i Lions disputano un incontro prima della partenza. È l'Argentina ad affrontare la selezione britannica. Il risultato di pareggio non preoccupa più di tanto l'opinione pubblica, che attende una cavalcata vittoriosa per i loro beniamini.. Ad esaltare il ritorno di Jonny Wilkinson, dopo un periodo molto tribolato da infortuni in serie, torna ad un match internazionale dopo 18 mesi dalla finale mondiale. E lo fa da par suo realizzando 20 dei 25 punti dei Lions (una sola meta), che salvano l'onore contro dei Pumas molto caricati.
| Cardiff 23 maggio 2005 | Isole Britanniche | 25 – 25 | Argentina |  |

## Il tour

### Bilancio
- Giocate: 11 (3)
- Vinte: 7 (0)
- Perse: 4 (3)
- Punti fatti: 328 (40)
- Punti subiti: 220 (107)

### I primi match
Sin dal primo match si capisce che questo tour sarà un incubo: tenuto a riposo Johnny Wilkinson e schierato Ronan O'Gara, nel primo match contro Bay of Planty, Lawrence Dallaglio si infortuna e per lui il tour è finito dopo soli 22 minuti..
Arriva comunque un successo con cinque mete di Lewsey (2), Cueto, Shanklin, Peel, D'arcy.
Nel secondo match, contro Taranaki, la squadra dei rincalzi travolge i neozelandesi, grazie ad un grande Charlie Hogdson e ad una convincente prestazione di squadra.
Si arriva dunque all'atteso match contro i New Zealand Maori. La squadra è imbottita di ex nazionali quali Carlos Spencer, prossimo a lasciare la Nuova Zelanda per chiudere la carriera in Europa, e di nazionali potenziali come Luke McAlister e Marty Hola. I maori dominano e vincono con un ottimo secondo tempo. La prima sconfitta del tour arriva proprio in questo match, in cui i Lions hanno schierato all'apertura il gallese Stephen Jones.
Il match con Wellington vede l'esordio di giocatori finora esclusi come Neil Back e soprattutto Jonny Wilkinson alle prese con l'ennesimo fastidioso infortunio. Il risultato di 23-6 riporta il sereno in casa britannica grazie anche alle mete di Gethin Jenkins e Gareth Thomas.
Ma in realtà le divisioni interne, i mugugni degli esclusi stanno minando il clima e il management non trova di meglio di lamentarsi del fatto la federazione neozelandese non ha impiegato i giocatori della nazionale nelle selezioni provinciali per preservarli in vista dei test. Una pretesa di comandare in casa d'altri che irrita la stampa neozelandese e britannica. Atteggiamento di spocchia aggravato dall'annullamento di alcune visite di rappresentanza e beneficenza.
Contro Otago viene schierata la squadra di rincalzi (mid-week team) pur trattandosi di un match nel fine settimana e arriva un successo meno tranquillo di quanto dica il punteggio.
L'ultimo match prima del test match è contro Southland e vede la grande prestazione di Gavin Henson. L'avversario è assai modesto e non crea problemi a quella che di fatto è la terza squadra, quanto a livello, secondo i piani di Clive Woodward, che sembra volere confondere le carte volutamente.

## I Test e la fine delle illusioni
Arriva il primo test contro la Nuova Zelanda, finalmente si fa sul serio. Woodward schiera a Christchurch una squadra basata sulla coppia di mediani gallesi Stephen Jones e Dwayne Peel con Jonny Wilkinson schierato a centro per ridurre i rischi di infortunio. La Nuova Zelanda schiera la miglior squadra possibile con la coppia di mediani Daniel Carter e Justin Marshall.
I Lions vengono travolti sin dall'inizio commettendo molti falli e Paul O'Connell finisce sulla panca dei puniti per 10 minuti. Si va sul 6-0 per gli All Blacks, poi al 24' Ali Williams realizza la prima meta. Il primo tempo si chiude 11-0. Nel secondo gli All Blacks salgono sino 21-0 (meta di Sitiveni Sivivatu). Inutile il calcio di Jonny Wilkinson.
Le critiche piovono sul gioco dei Lions e soprattutto su Clive Woodward. A complicare le cose, l'incidente che mette fuori gioco per tutto il tour Brian O'Driscoll, vittima di un placcaggio "killer" dopo due minuti di gioco ad opera di Keven Mealamu e Tana Umaga.
Segue un facilissimo match contro Manawatu, modesta squadra di terzo livello che subisce 17 mete.
Il secondo test segue l'andamento del primo con gli All blacks che realizzano 4 mete e con un Dan Carter inarrestabile.
Ormai la resa è vicina , solo una grande prestazione dei rincalzi evita la sconfitta contro Auckland.
Il tour si chiude con il terzo test match che ricalca i due precedenti se non per il primo tempo cui i Lions sembrano reggere l'onda d'urto della "marea nera" per cedere nel secondo tempo.
Era dal 1983 che i Lions non perdevano tutti i test in un tour. Il fallimento è evidente e pone fine alla carriera di Clive Woodward che finisce sul banco degli imputati per la sua gestione farraginosa e supponente.

## Risultati

### I test match
| Christchurch 25 giugno 2005 | Nuova Zelanda | 21 – 3 | British Lions |  |

| Wellington 2 luglio 2005 | Nuova Zelanda | 48 – 18 | British Lions |  |

| Auckland 9 luglio 2005 | Nuova Zelanda | 38 – 19 | British Lions |  |

### Gli altri incontri
| Rotorua 4 giugno 2005 | Bay of Plenty | 20 – 34 | British Lions XV |  |

| New Plymouth 8 giugno 2005 | Taranaki | 14 – 36 | British Lions XV | Yarrow Stadium |

| Hamilton 11 giugno 2005 | New Zealand Māori | 19 – 13 | British Lions XV |  |

| Wellington 15 giugno 2005 | Wellington | 6 – 23 | British Lions XV |  |

| Dunedin 18 giugno 2005 | Otago | 19 – 30 | British Lions XV |  |

| Invercargill 21 giugno 2005 | Southland | 16 – 26 | British Lions XV |  |

| Palmerston North 28 giugno 2005 | Manawatu | 6 – 109 | British Lions XV |  |

| Auckland 5 luglio 2005 | Auckland | 13 – 17 | British Lions XV |  |

## Inno
Sir Clive Woodward commissionò un inno, "The Power of Four", specifico per questo tour. La musica fu composta da Neil Myers e il brano venne cantato per la prima volta in pubblico dalla cantante d'opera gallese Katherine Jenkins prima del match con l'Argentina. Fu eseguito come "inno nazionale" prima di ogni match.